# 王琠
瑞興侯王琠（서흥후 왕전，？—1307年5月20日（忠烈王三十三年四月初十）），是高麗王朝宗室，西原侯王瑛次子。

## 生平
王琠早年事蹟不詳，初封瑞興君（서흥군），後來升為侯爵，忠烈王時他在元朝為禿魯花。忠烈王二十九年（1303年）時，忠烈王曾打算將寶塔實憐公主改嫁給他；到三十二年（1306年）王惟紹、宋邦英以乳母和宦官李福壽向卜鲁罕皇后、左丞相阿忽台及平章八都馬辛譖言廢世子王璋，立王琠作世子，並繼娶寶塔實憐公主為王后。史載王琠相貌英俊，忠烈王命他穿鲜艳衣服，他多次來往就為了看公主；而公主行為放蕩，就喜歡了王琠。
王惟紹謀立瑞興侯作世子時，僉議贊成崔有渰向忠烈王指出王琠並非親子，即位後定必將父祖西原侯、始陽侯（應為德陽侯）入廟，那時忠烈王祖上高宗、元宗必須遷出，不再祭祀。忠烈王聽後十分動容。
後來王惟紹陰謀敗露伏誅，王璋曾建議赦免王琠，唯元朝丞相哈剌哈孙認為不可，命刑部斬於文明門外。